# Caddo County
Caddo County är ett administrativt område i delstaten Oklahoma, USA. År 2010 hade countyt 29 600 invånare. Den administrativa huvudorten (county seat) är Anadarko.

## Geografi
Enligt United States Census Bureau så har countyt en total area på 3 342 km². 3 311 km² av den arean är land och 31 km² är vatten. 

### Angränsande countyn
- Blaine County - nord
- Canadian County - nordost
- Grady County - öst
- Comanche County - syd
- Kiowa County - sydväst
- Washita län - väst
- Custer County - nordväst